# Coelogyne sanderae
Coelogyne sanderae là một loài thực vật có hoa trong họ Lan. Loài này được Kraenzl. ex O'Brien mô tả khoa học đầu tiên năm 1893.